# 懷恩多特縣 (俄亥俄州)
懷恩多特县（英語：Wyandot County）是美國俄亥俄州中北部的一個縣。面積1,056平方公里。根據美國2000年人口普查，共有人口22,908人。縣治上桑達斯基 (Upper Sandusky)。
成立於1845年2月3日。縣名來自懷恩多特族 (即西方人稱為休倫族的印第安人)。